# أرخبيل رياو
أرخبيل رياو هي مجموعة الجزر الأساسية الواقعة ضمن مقاطعة جزر رياو في إندونيسيا، وتقع إلى الجنوب من سنغافورة. الجزر هي موطن لأغلبية سكان مقاطعة جزر رياو وأكثرها تنمية، وتحتوي على أهم المناطق السياحية.
تاريخياً كانت الجزر مع سنغافورة (تيماسيك) كانت تحت سلطنة جوهر قبل تقسيمها من خلال المعاهدة الأنجلو-هولندية عام 1824، ويعتقد أن سنغافورة كانت تعتبر جزءً من هذا الأرخبيل. الأرخبيل يحمل هذا الاسم لأكثر من 200 سنة سابقة، لكن تاريخياً هذا الاسم لم تشمل جزر لينقا وجزر ناتونا التي تنتمي إلى المقاطعة التي تحمل الاسم نفسه حالياً.
من الجزر الرئيسية :
- جزيرة باتام
- جزيرة بنغوران
- جزيرة بينتان
- جزيرة بنينغات
- جزيرة بولان
- جزيرة غالانغ

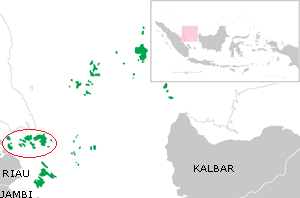
الدائرة الحمراء حول أرخبيل رياو الواقعة ضمن جزر رياو (باللون الأخضر)

- كاريمون (وهي غير جزيرة كاريمون جاوة)
- جزيرة كوندور
- جزيرة ريمبانغ

مدينة تانجونغ بينانغ الواقعة في بينتان هي عاصمة المقاطعة. مدينة تانجونغ بالاي في كاريمون تعد الميناء الدولي إضافة إلى تانجونغ بينانغ.

## التنقل
من الممكن الوصول للجزر بواسطة عبارات فائقة السرعة من جزر لينقا التي تقع في الجنوب.